# Szőkefalva
Szőkefalva (románul Seuca, németül Dunkeldorf) falu Romániában, Maros megyében. Közigazgatásilag Vámosgálfalva községhez tartozik. Dicsőszentmártontól 3 km-re keletre a Kis-Küküllő bal partján fekszik.

## Története
Szőkefalváról visszamenőleg annyit tudni Werbőczy István által, hogy a falu hajdanán a Magyarsáros felé nyúló völgyben feküdt, és a lakosok által végzett fazékkészítésről Fazakasfalvának nevezték, később a Kis-Küküllő déli partjaira tevődött át, és egy bizonyos Szőke nevű család után Szőkefalvának nevezték el.
1314-ben már létezik Terra Zeuke névvel. 1370-es iratokban Zenkefalua, 1374-ben Zenkeffalwa, 1453-ban Zewkefalva és 1587-ben Zeokefalwa. 1698-ban már Szőkefalva, 1750-ben Szeuka, 1854-ben Szőkefalva, németül Dunkeldorf.
A falu eredete, keletkezésének ideje ismeretlen. Az első feljegyzés 1314-ből maradt fenn, de az eredetmondák sokkal régebbi világot elevenítenek fel. Varga Sándor római katolikus plébános 1912-ben ezt írta az egyházközség Domus Historiájába: „... a falu hajdan Magyarsáros felé nyúló völgyben feküdt és a lakosok által űzött fazékkészítésről Fazakasfalvának neveztetett, később a Kis-Küküllő déli partjára helyezték s bizonyos Szőke nevű telepedő után kapta a Szőkefalva nevet; termékeny talaja van, mely mindennemű gyümölcsöt és bort terem, de erdeje nincsen ...”
1314-ben említik Gálfalvát, mint Szőkeföldével határos falut. 1468-ban Szőkefalvi Antal Deák itteni birtokait urának és jótevőjének, Rédei János erdélyi alvajdának adta, azzal a kikötéssel, hogy az általa Szőkefalván épített Szent Anna kőegyházat tartsa fenn, s a hagyományozó nejét gyermekeivel együtt tartsa el és védelmezze.
A középkori tisztán katolikus lakosság a reformáció korában átélte a vallási változásokat. 1570-től az unitárius vallásnál állapodtak meg. 1744-től gróf Haller János gubernátor felesége, Dániel Zsófia buzgólkodása sok unitáriust a katolikus egyházba térített. 1745-től katolikus plébánia létesült, 1747-ben katolikus iskolája is volt.
1849. január 17-én Szőkefalva és Gálfalva határában csaptak össze Bem és Puchner csapatai; a csata Puchner vereségével végződött.
A trianoni békeszerződésig Kis-Küküllő vármegye Dicsőszentmártoni járásához tartozott.
1948-ban az egyházi iskolákat államosították. 1968-ban a megyésítés alkalmával a települést közigazgatásilag Vámosgálfalvához csatolták. 2007-ben kapta vissza önállóságát.
1995-2005 között 23, világszinten egyedülálló Mária-jelenésről számoltak be az illetékesek, illetve egyetlen vak látnok volt a világon, Márián Rózsika, akinek megjelent Szűz Mária.

## Népesség
Az első népesség-összeírás 1720-ból való. Ekkor Szőkefalván 11 nemest, 16 jobbágyot, 1 zsellért, 10 egyebet írtak össze. Összesen 38-at.
Napjainkban a falunak 1340 lakosa és 4 temploma van, 4 helyben szolgáló pappal. A lélekszám vallás szerinti megoszlása nagyságrendben: református 500, ortodox görögkeleti 300, katolikus 220, unitárius 100-110 fő.

## Látnivalók

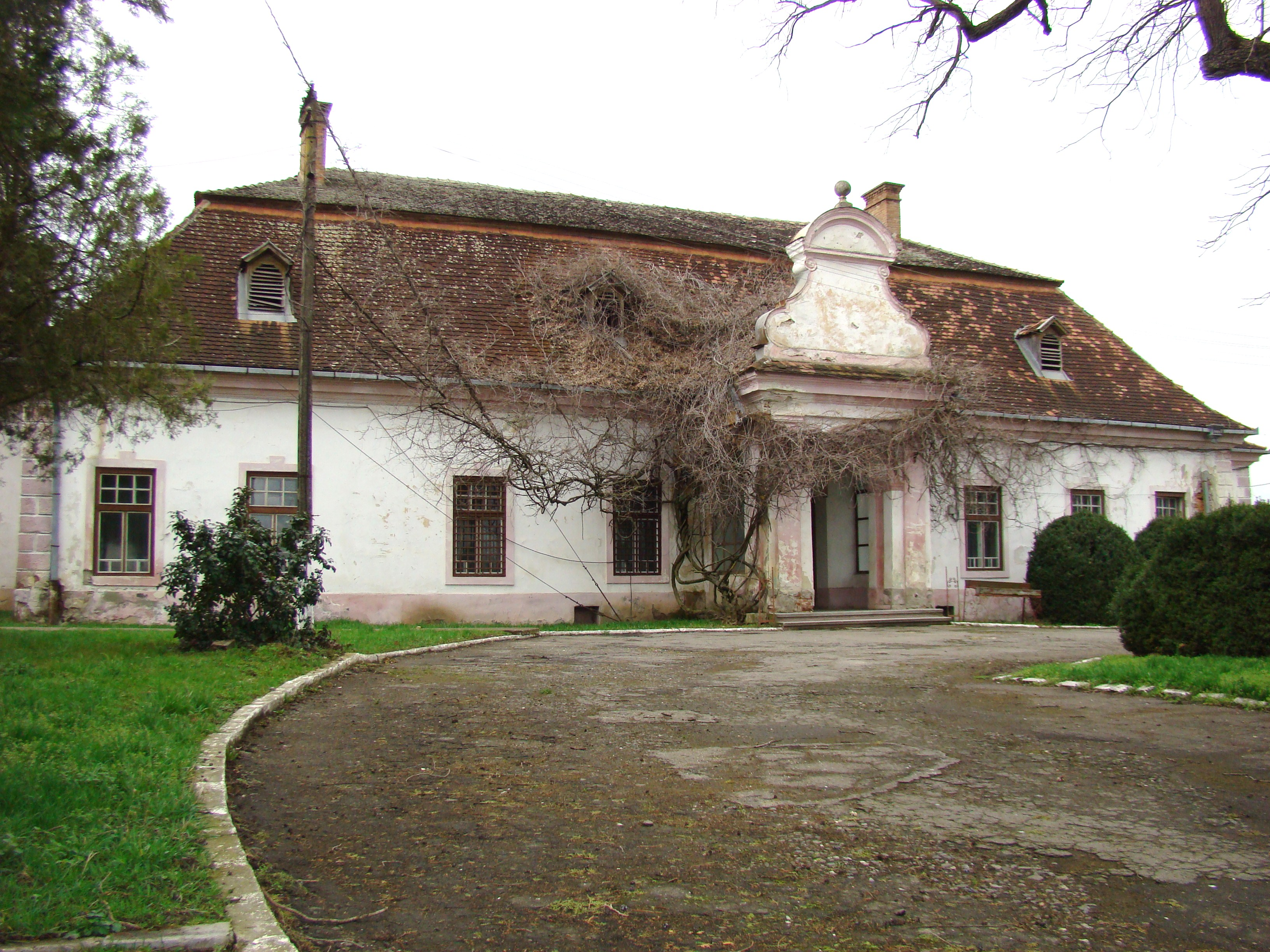
A kastély

- Petrichevich-kastély

A szőkefalvi kastélyt a 18. században építtette báró Petrichevich Horváth Dániel. Az államosítás után az akkori néptanács birtokába került az épületegyüttes, utána pedig a mezőgazdasági termelőszövetkezet, majd az állami gazdaság vette át.
- Az 1808-1809-ben épült katolikus templom.

A középkorban már volt a településnek katolikus temploma. A középkori tisztán katolikus lakosság a reformáció korában átélte a vallási változásokat, és 1570-ben a templom az unitáriusoké lett. 1744-ben gróf Haller János gubernátor felesége, Dániel Zsófia visszavette a templomot. Később a katolikusok a templomot lebontották és újat emeltek, melynek oltárát Hoffmayer készítette Haller Jánosné kívánsága szerint, a Bécsből hozatott szent kereszt mintájára, melynek kinyitható üveglapja mögött a máriacelli kegytemplom szobrát vagy reliefjét kívánta elhelyeztetni. 1758-ban a Haller család felújította a templomot, és tornyot építtettek. 1808-1809-ben Haller Katalin új templomot építtetett, ezt az épületet 1880-ban tűz pusztította; ekkor égett le a Bécsből hozott, messze földön híres Szent Kereszt oltár is.